# Mantamou
Mantamou est une commune située dans le département de Barani de la province de Kossi au Burkina Faso.